# Зеленче (Кам'янець-Подільський район)
Зеле́нче — село в Україні, у Дунаєвецькій міській територіальній громаді Кам'янець-Подільського району Хмельницької області.

## Історія

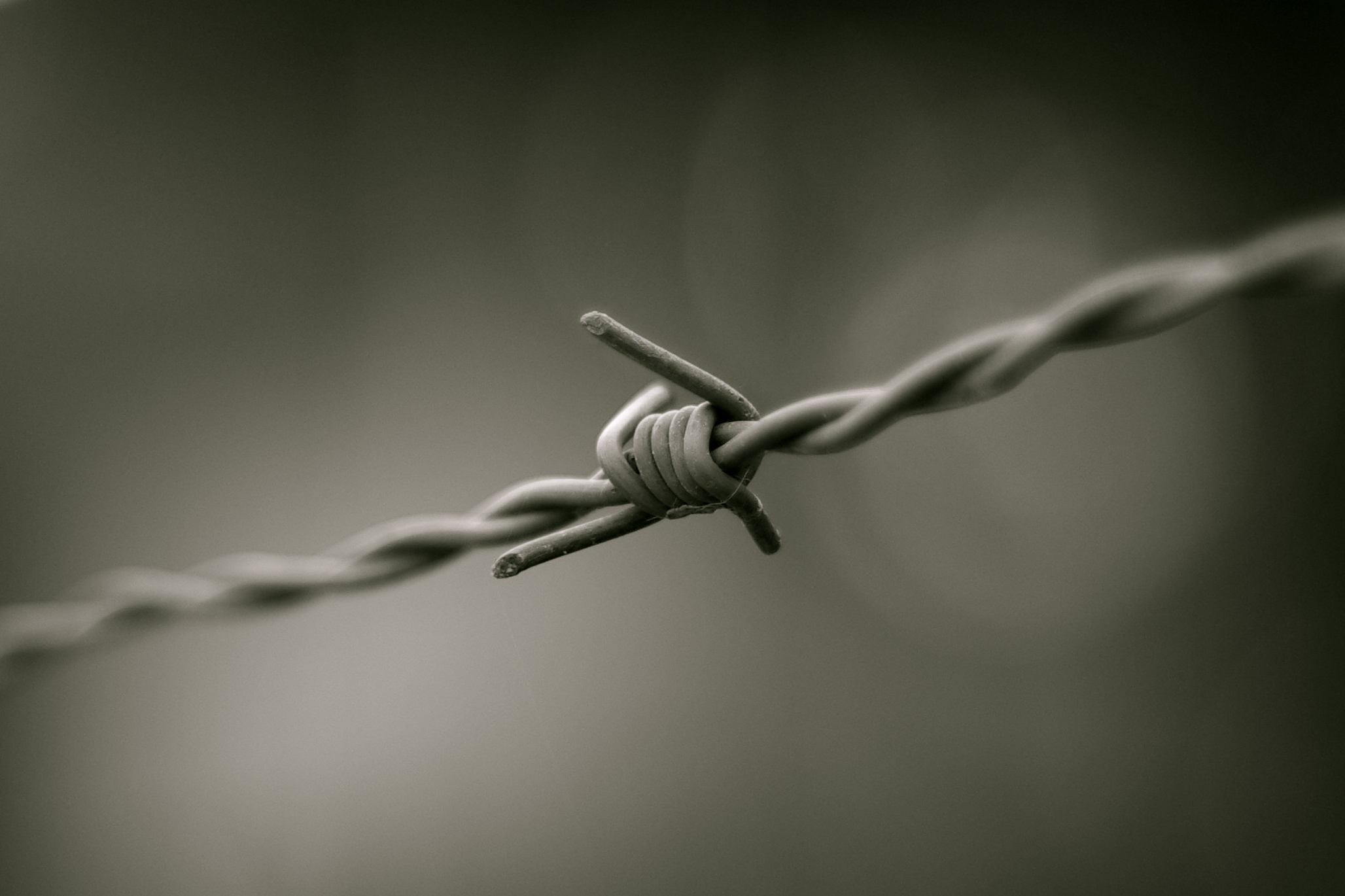
[https://www.reabit.org.ua/nbr/?st=3&lit=А®ion=&ss=Зеленче&logic=or&f1_type=begins&f1_str=&f2_type=begins&f2_str=&f3_type=begins&f3_str=&f4_from=&f4_till=&f7%5B%5D=all&f14%5B%5D=all#listt Національний банк репресованих

У люстрації 1469 року вказано, що королівські маєтності Панівці, Врублівці, Зеленче та інші були в управлінні Петра Кердея.
Внаслідок поразки визвольних змагань на початку XX століття, село надовго окуповане російсько-більшовицькими загарбниками.
В 1932–1933 селяни села пережили сталінський голодомор.
У кінці 40-х — на початку 50-х років село було пов'язане з діяльністю загонів Дунаєвецького надрайонного проводу ОУН. Чи не найпотужнішу мережу конспіративних квартир мав саме Дунаєвецький надрайоний провід ОУН. Наприклад, конспіративні квартири були у селах: Зеленче, Нестерівці, Гірчична, Руда-Гірчичнянська, Іванківці, Кривчик, Чаньків, Ганівка, Стріхівці, Глушківці, Томашівка, Кадиївка, Сказинці.
З 1991 року в складі незалежної України.
13 серпня 2015 року шляхом об'єднання сільських рад, село увійшло до складу Дунаєвецької міської громади.
17 липня 2020 року, в результаті адміністративно-територіальної реформи та ліквідації Дунаєвецького району, село увійшло до складу Кам'янець-Подільського району.

## Населення
Населення становить 1378 осіб.

### Мова
У селі поширені західноподільська говірка та південноподільська говірка, що відносяться до подільського говору, який належить до південно-західного наріччя.
| Мова       | Кількість | Відсоток |
| ---------- | --------- | -------- |
| українська | 1369      | 99.35 %  |
| російська  | 8         | 0.58 %   |
| румунська  | 1         | 0.07 %   |
| Усього     | 1378      | 100 %    |

## Відомі люди
В селі народилися
- Рогульський Франц Миколайович (нар.1916 — †1985) — полковник авіації РА, Герой Радянського Союзу.
- Угринович Олег Анатолійович (1977—2015) — молодший лейтенант Збройних сил України, учасник російсько-української війни.